# Lottbek (Bredenbek)
Die Lottbek ist ein bereichsweise stark mäandrierender und naturnaher Bach im Kreis Stormarn und in Hamburg. Er mündet in die Bredenbek, die als linker Nebenfluss der Alster gemeinsam mit der Rodenbek und weiteren kleineren Bächen das Schmelzwasser-Flusssystem im Rodenbeker Quellental bildet, das in der Weichsel-Eiszeit geformt wurde. Wie die meisten anderen Flüsse im Quellental fließt auch die Lottbek in Ost-West-Richtung zur Alster.
Quellflüsse der Lottbek sind die Moorbek und der Deepenreiengraben. Im Oberlauf bildet die Lottbek einen kleinen Stauteich. Lottbek und Moorbek markieren über mehrere Kilometer die Landesgrenze zwischen Hamburg und Schleswig-Holstein.
Aufgrund von Überschwemmungen wurde zwischen 2005 und 2009 eine Umleitung des Baches im Ortsteil Lottbek von Ammersbek geplant. Nach Veröffentlichung der Planungsunterlagen lehnten Naturschutzverbände in ihren Stellungnahmen die Umlegung aufgrund der negativen Auswirkungen auf die Wasserfauna, insbesondere auf seltene Libellen ab und verwiesen auf zu niedrige Brücken für Grundstücksüberfahren als Ursache für die Hochwasserprobleme. Nach 2009 wurden die Pläne zur Verlegung des Bachbettes deshalb nicht weiter verfolgt. Auf Hamburger Seite wurde der Bereich 2014 als Überschwemmungsgebiet festgesetzt.
Die Lottbek ist namensgebend für den Ortsteil Lottbek der Gemeinde Ammersbek am U-Bahnhof Hoisbüttel und mehrere Straßen und Wege in diesem Ortsteil sowie in Hamburg-Bergstedt und teils auch in Hamburg-Ohlstedt. Ab dem Naturschutzgebiet Heidkoppelmoor und Umgebung flussabwärts wird der Bach von Wanderwegen begleitet, die außer im Bereich Hamburger Straße in Lottbek durchgehend nahe dem Bachlauf verlaufen.
Der Name setzt sich zusammen aus dem mittelniederdeutschen -beke für 'Bach' und dem niederdeutschen Bestimmungswort lott, loot mit der Bedeutung „Stück Land, das man durch Los bekommt“.